# Franco Cristaldi

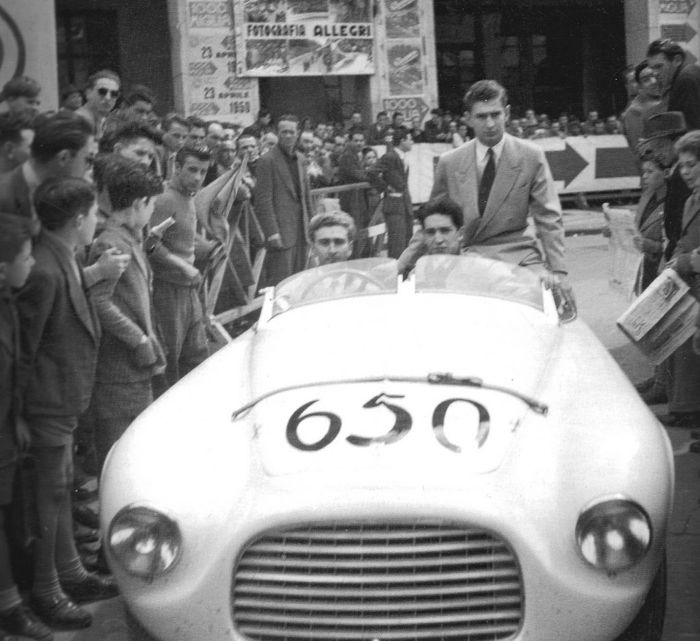
Franco Cristaldi als Beifahrer von Umberto Marzotto im Ferrari 166 MM bei der Mille Miglia 1950

Franco Cristaldi (* 3. Oktober 1924 in Turin, Italien; † 1. Juli 1992 in Monte Carlo) war ein italienischer Filmproduzent. Er gründete 1946 in Turin die Produktionsgesellschaft Vides Cinematografica. Er war an mehr als 70 Filmproduktionen beteiligt.

## Karriere
Im Jahr 1946 gründete Cristaldi die Produktionsgesellschaft Vides Cinematografica in Turin. Zunächst wurden von dieser nur Kurz- und Dokumentarfilme produziert, doch bereits in den 1950er Jahren begann Cristaldi auch Spielfilme zu drehen und zog nach Rom. Er arbeitete mit Francesco Rosi, Pietro Germi, Mario Monicelli, Federico Fellini, Luchino Visconti und Giuseppe Tornatore zusammen, zu seinen erfolgreichsten Filmen gehören Scheidung auf Italienisch, Amarcord, Der Name der Rose und Cinema Paradiso. In den 1980er Jahren wurde Cristaldis Produktionsfirma in Cristaldifilm umbenannt.
Cristaldi wurde 1977 zum Präsidenten der International Federation of Film Producers Associations gewählt und gehörte 1984 der Jury der Internationalen Filmfestspiele von Cannes an.

## Privatleben
Cristaldi war zunächst mit Carla Simonetti verheiratet, mit der er einen Sohn, Massimo, ebenfalls Filmproduzent, hatte. Beim Vatikan beantragte er die Annullierung dieser Ehe, um seine Geliebte, die Schauspielerin Claudia Cardinale, heiraten zu können. Auf diese Weise konnte er das allgemeine italienische Scheidungsverbot umgehen. Bis zur Scheidung von Cardinale im Jahr 1975 förderte er deren Karriere. 1983 heiratete er Zeudi Araya.
Franco Cristaldi starb 1992 in Monte Carlo.

## Filmografie (Auswahl)
- 1952: Engel aus der Kellerwohnung (Gli angeli del quartiere)
- 1955: Ein Held unserer Tage (Un eroe dei nostri tempi)
- 1956: Neros tolle Nächte (Mio figlio Nerone)
- 1957: Weiße Nächte (Le notti bianche)
- 1958: Diebe haben’s schwer (I soliti ignoti)
- 1959: Auf St. Pauli ist der Teufel los (I magliari)
- 1960: Wind des Südens (Vento del sud)
- 1960: Kapo (Kapò)
- 1961: Das Spukschloß in der Via Veneto (Fantasmi a Roma)
- 1961: Wer erschoss Salvatore G.? (Salvatore Giuliano)
- 1961: Scheidung auf italienisch (Divorzio all’italiana)
- 1961: Tag für Tag Verzweiflung (Giorno per giorno disperamente)
- 1961: Trauen Sie Alfredo einen Mord zu? (L’assassino)
- 1963: Die Peitsche im Genick (I compagni)
- 1965: Sandra (Vaghe stelle dell’Orsa)
- 1969: Das rote Zelt (Krasnaja palatka)
- 1973: Lucky Luciano
- 1973: Amarcord
- 1976: Robinson jr. (Il signor Robinson – Mostruosa storia d’amore e d’avventure)
- 1979: Christus kam nur bis Eboli (Cristo si è fermato a Eboli)
- 1983: Duell der Besten (I Paladini – Storia d’armi e d’amori)
- 1983: Fellinis Schiff der Träume (E la nave va)
- 1988: Cinema Paradiso (Nuovo Cinema Paradiso)
- 1990: Spatzi, Fratzi & Co. (C’era un castello con 40 cani)